# H barré hameçon palatal
Ne doit pas être confondu avec la lettre cyrillique dié ‹ Ђ ђ ›.
Le h barré hameçon palatal, ħ̡, est une lettre additionnelle de l’alphabet phonétique international utilisée dans quelques ouvrages linguistiques dont notamment par J. C. Catford (en) en 1973. Elle est composée d’un h barré diacrité d’un crochet palatal.

## Utilisation
Dans l’alphabet phonétique international, le h barré représente une consonne fricative pharyngale sourde et le crochet palatal indique une palatalisation. La consonne fricative pharyngale sourde palatalisée peut aussi être notée [ħʲ] ou [ħ͡j].
J. C. Catford (en) utilise le h barré hameçon palatal et le h culbuté suscrit [ħ̡ᶣ], notamment en 1972, pour représenter une consonne fricative pharyngale sourde palatalisée et labialisé utilisée dans le dialecte abkhaze de Bzyb, par exemple dans les mots [aˈħ̡ᶣyħ̡ᶣ], « colombe ».

## Représentation informatique
Le h barré hameçon palatal n’a pas de représentation informatique standardisée. Il peut être représenté approximativement avec le h barré et le signe diacritique crochet palatal U+0321: ħ̡.